# 107 Mothers
Pour plus de détails, voir Fiche technique et Distribution.
107 Mothers (Cenzorka) est un film slovaque réalisé par Peter Kerekes, sorti en 2021.

## Fiche technique
Sauf indication contraire, les informations mentionnées dans cette section peuvent être confirmées par la base de données cinématographiques IMDb,  présente dans la section « Liens externes ».
- Titre français : 107 Mothers
- Titre original slovaque : Cenzorka
- Réalisation : Peter Kerekes
- Scénario : Peter Kerekes et Ivan Ostrochovský
- Photographie : Martin Kollár
- Montage : Thomas Ernst et Martin Piga
- Musique : Lucia Chutkova
- Pays d'origine : Slovaquie
- Format : Couleurs
- Genre : drame
- Durée : 93 minutes
- Dates de sortie : 
  - Slovaquie : 14 octobre 2021
  - France : 14 septembre 2022

## Distribution
- Maryna Klimova : Lesya
- Iryna Kiryazeva : Iryna
- Lyubov Vasylyna : Nadia
- Vyacheslav Vygovskyl : Kolya
- Oleksandr Mykhailov : Sasha
- Irina Tokarchuk : la mère du mari tué
- Raisa Roman : la mère d'Iryna

## Accueil

### Critique
En France, le site Allociné propose une moyenne de 3,5⁄5, après avoir recensé 36 critiques de presse.

## Distinctions

### Récompenses
- Mostra de Venise 2021 : prix du meilleur scénario de la section Orizzonti
- Festival de cinéma européen des Arcs 2021 : Flèche de Cristal du meilleur film[2],[3]
- Festival international du film Nouveaux Horizons 2022 : prix du public[4]

### Sélection
- Festival international du film de Saint-Sébastien 2021 : sélection en section Zabaltegi-Tabakalera